# Camelobaetidius cayumba
Camelobaetidius cayumba is een haft uit de familie Baetidae. De wetenschappelijke naam van de soort is voor het eerst geldig gepubliceerd in 1968 door Traver & Edmunds.
De soort komt voor in het Neotropisch gebied.